# Marie-Noëlle Warot-Fourdrignier
Marie-Noëlle Warot-Fourdrignier (* 23. Dezember 1956) ist eine ehemalige französische Fußballspielerin.
Sie spielte von 1977 bis 1986 in 21 Partien für die französische A-Nationalmannschaft. Auf Vereinsebene spielte sie erfolgreich insbesondere für die AS Étrœungt (1976–1982), später auch beim AC Cambrai. Mit der AS Étrœungt gewann sie 1978, 1979 und 1981 drei französische Meistertitel.